# John Ross (narciarz)
John Ross (ur. 19 lutego 1961) – kanadyjski narciarz, specjalista narciarstwa dowolnego. Jego największym sukcesem jest srebrny medal w skokach akrobatycznych wywalczony podczas mistrzostw świata w Lake Placid. Nie startował na igrzyskach olimpijskich. Najlepsze wyniki w Pucharze Świata osiągnął w sezonie 1989/1990, kiedy to zajął 16. miejsce w klasyfikacji generalnej, a w klasyfikacji skoków akrobatycznych był czwarty.
W 1993 r. zakończył karierę.

## Osiągnięcia

### Mistrzostwa świata
| Miejsce | Dzień     | Rok  | Miejscowość | Konkurencja        | Zwycięzca        |
| ------- | --------- | ---- | ----------- | ------------------ | ---------------- |
| 12.     | 5 marca   | 1989 | Oberjoch    | Skoki akrobatyczne | Lloyd Langlois   |
| 2.      | 17 lutego | 1991 | Lake Placid | Skoki akrobatyczne | Philippe LaRoche |

#### Miejsca w klasyfikacji generalnej
- sezon 1986/1987: 74.
- sezon 1987/1988: 50.
- sezon 1988/1989: 45.
- sezon 1989/1990: 16.
- sezon 1990/1991: 48.
- sezon 1991/1992: 62.
- sezon 1992/1993: 34.

#### Miejsca na podium
1. La Plagne – 18 grudnia 1988 (Skoki akrobatyczne) – 2. miejsce
2. Mont Gabriel – 8 stycznia 1989 (Skoki akrobatyczne) – 1. miejsce
3. Tignes – 9 grudnia 1989 (Skoki akrobatyczne) – 3. miejsce
4. Mont Gabriel – 7 stycznia 1990 (Skoki akrobatyczne) – 3. miejsce
5. La Clusaz – 14 marca 1990 (Skoki akrobatyczne) – 2. miejsce